# François-Léon Bénouville

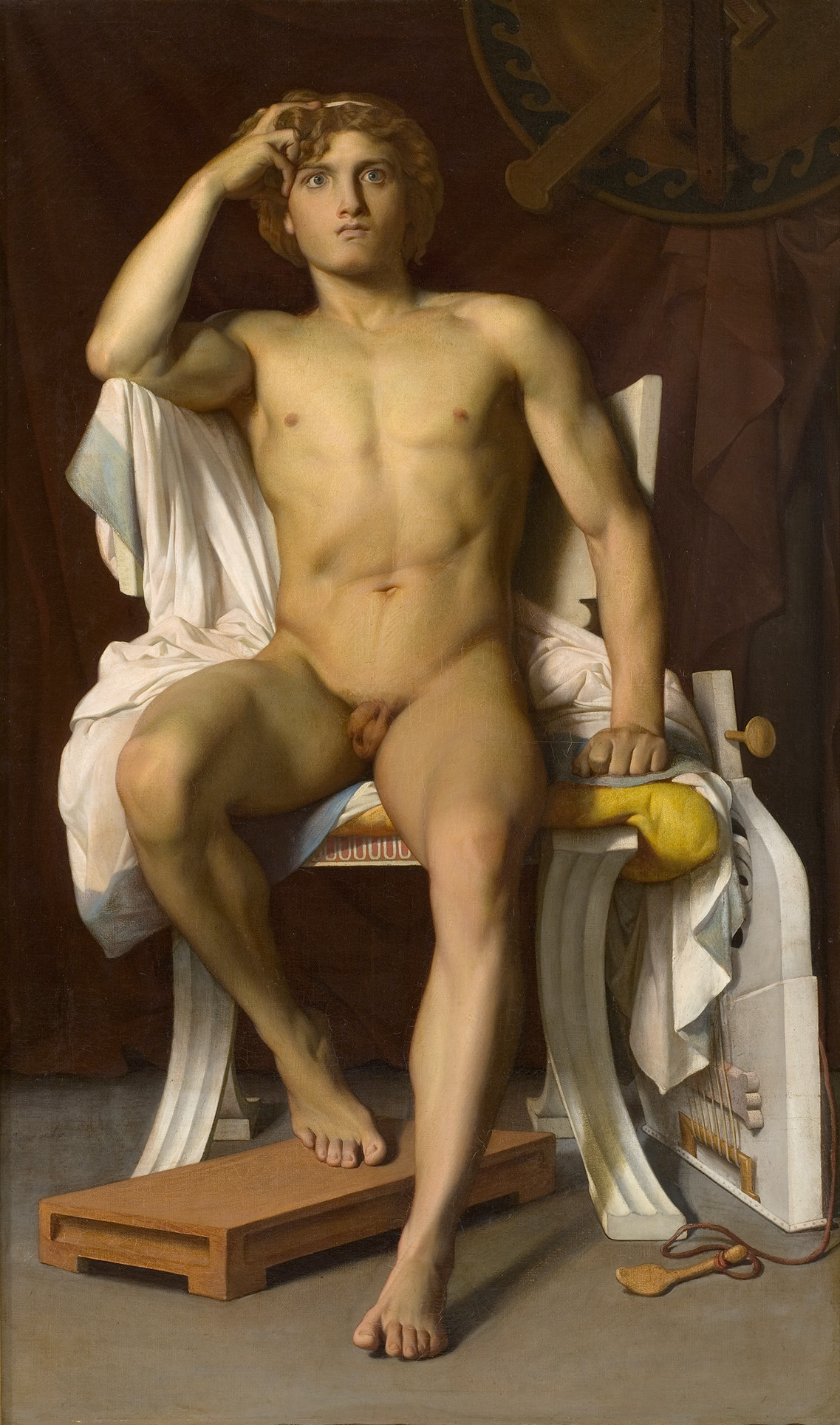
Gniew Achillesa, 1847

François-Léon Bénouville (ur. 30 marca 1821 w Paryżu, zm. 16 lutego 1859 tamże) – francuski malarz akademicki.
Wychowanek François Picota i student École des Beaux-Arts. Malował obrazy o tematyce mitologicznej, religijnej i antycznej. Wystawiał regularnie w Salonie od 1838 roku i wygrał Prix de Rome w 1845. Był uważany za jednego z najbardziej obiecujących malarzy historycznych swoich czasów, zmarł na tyfus w wieku trzydziestu ośmiu lat.
Jego brat Jean-Achille Bénouville był znanym malarzem pejzażystą.